# Jean-François Portaels
Jean-François Portaels (Vilvorde, Flamand-Brabant, 1818. május 1. – Brüsszel, 1895. február 8.) belga festő és tanár.

## Életútja
Polgári családból származott, a brüsszeli akadémián tanult képzőművészetet, itt François-Joseph Navez (későbbi mostohaapja) tanította. Tapasztalatszerzés céljából Párizsban tanult tovább, itt Paul Delaroche volt a mestere, 1842-ben diplomázott és elnyerte a római nagy díjat. Néhány évet Itáliában és Észak-Afrikában töltött (1843-1847 között). Sokat utazott, 1870-74 közt Marokkóban festett. 
Főleg történelmi és vallási jeleneteket ábrázolt, de őt tartják a belga orientalista iskola alapítójának is, hiszen szívesen festette képein a keleti és az egzotikus témákat, különösen a keleti nőket. Kiváló arcképfestő is volt egyben, például remekbe sikerült Paul Déroulède francia politikusról és íróról festett portréja. Eleinte klasszicista stílusban festett (A bölcsek csillaga, Szárazság Júdeában, Júdás öngyilkossága /philadelphiai múzeum/, de stílusát Gustave Courbet hatására realisztikusabb, színesebb festésmód váltotta fel, lásd például Temetés a szuezi sivatagban, Szárhum.  1847-ben a genti akadémia igazgatója lett, 1868-70 közt saját festőiskolát nyitott, 1878-tól pedig a brüsszeli akadémia igazgatójaként működött.
Szabadabb szellemet hozott az akadémiára, s így mint pedagógus erősen hatott a fiatal belga képzőművész nemzedékre, köztük Alfred Bastien, Théo van Rysselberghe, Emile Wauters és Edward Agneessens festőkre, valamint a szobrász Charles van der Stappen és építész Charles Licot. Tanultak nála Európa számos nemzetének képzőművészei is, köztük franciák (Fernand Cormon) és magyarok is (Baumgarten Miksa arcképfestő).

## Magyar vonatkozás
Utazásai közepette Pestre is eljutott, ennek emlékét őrzi Páholy a pesti színházban című képe, amelyet 1869-ben festett, s a brüsszeli Királyi Szépművészeti Múzeumban őrzik.

## Képeiből

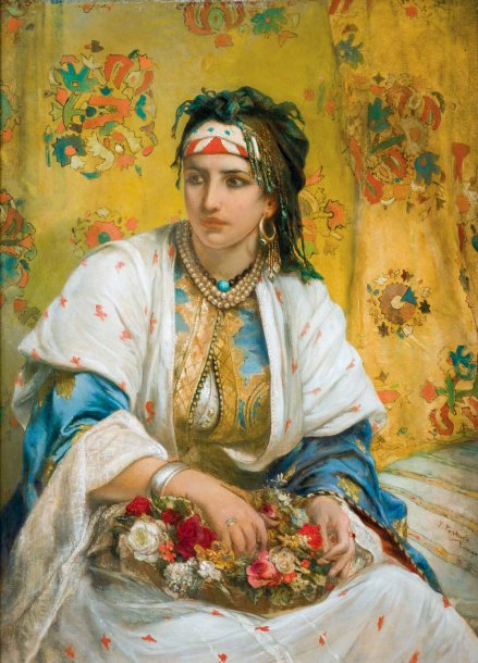
Egy keleti szépség
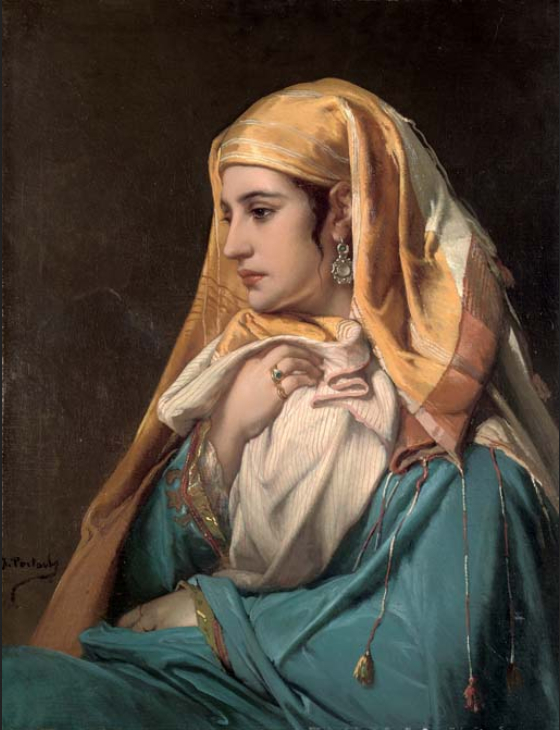
Keleti asszony (1877)
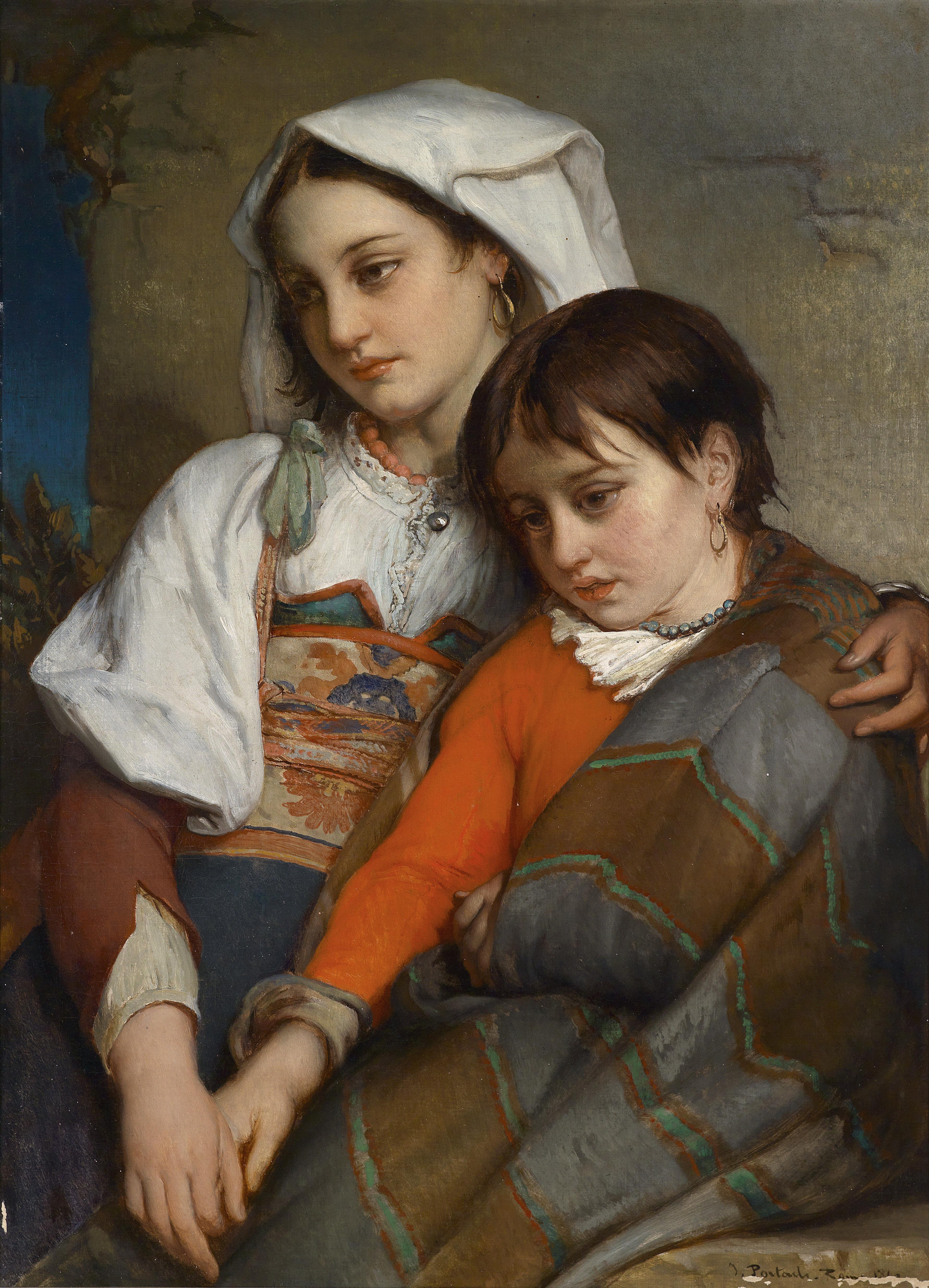
Nővérek
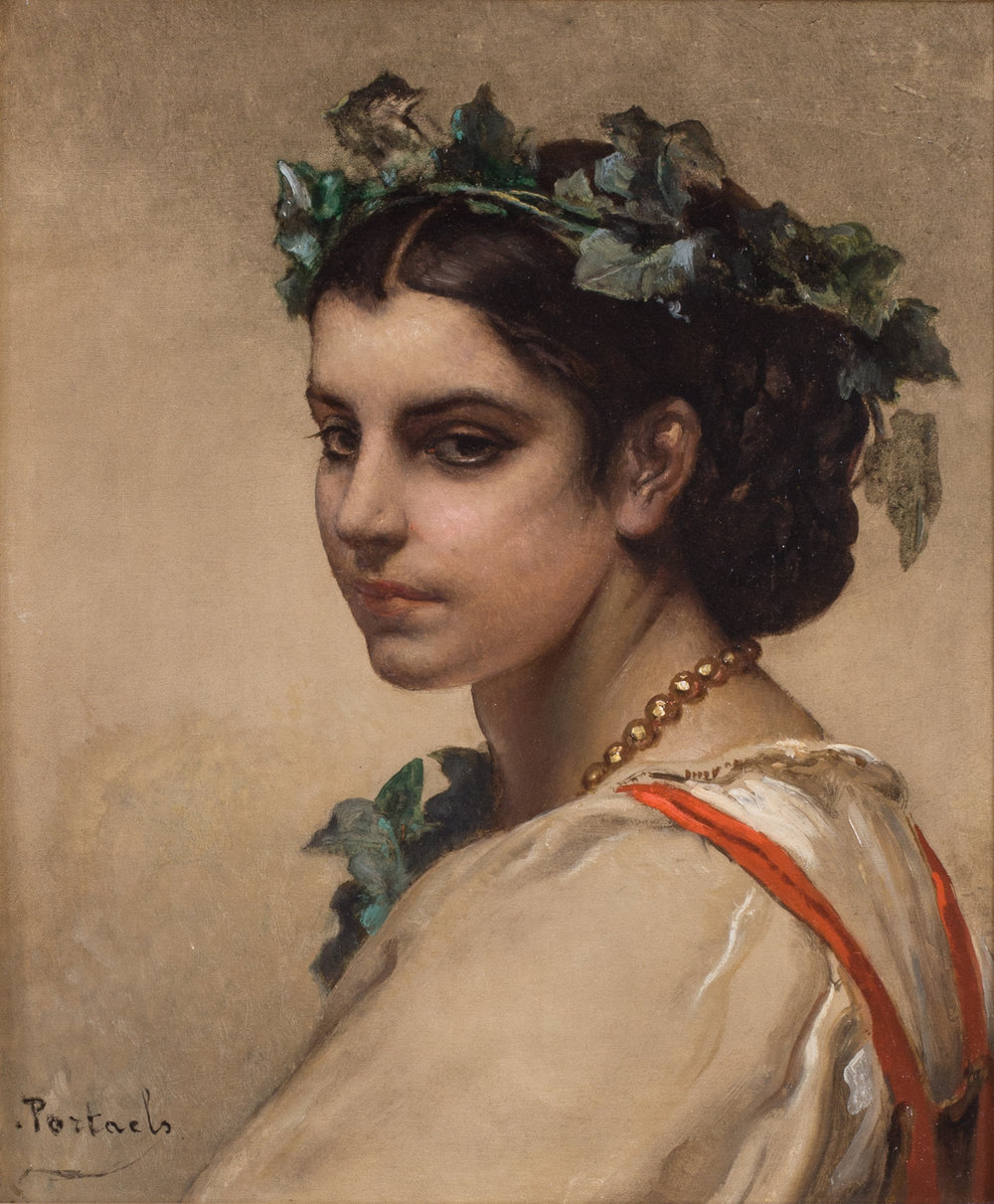
Bacchus papnője
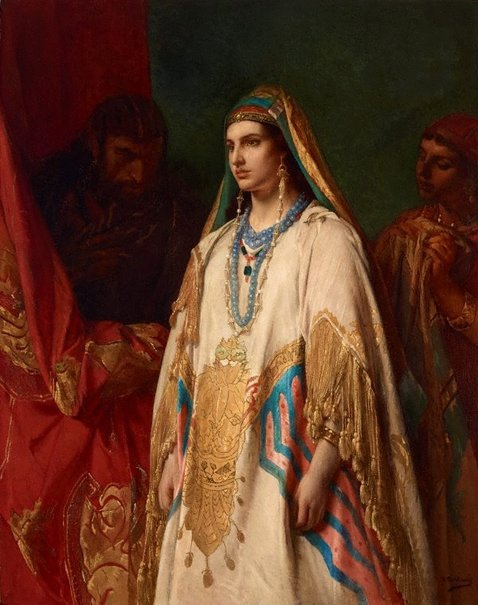
Eszter
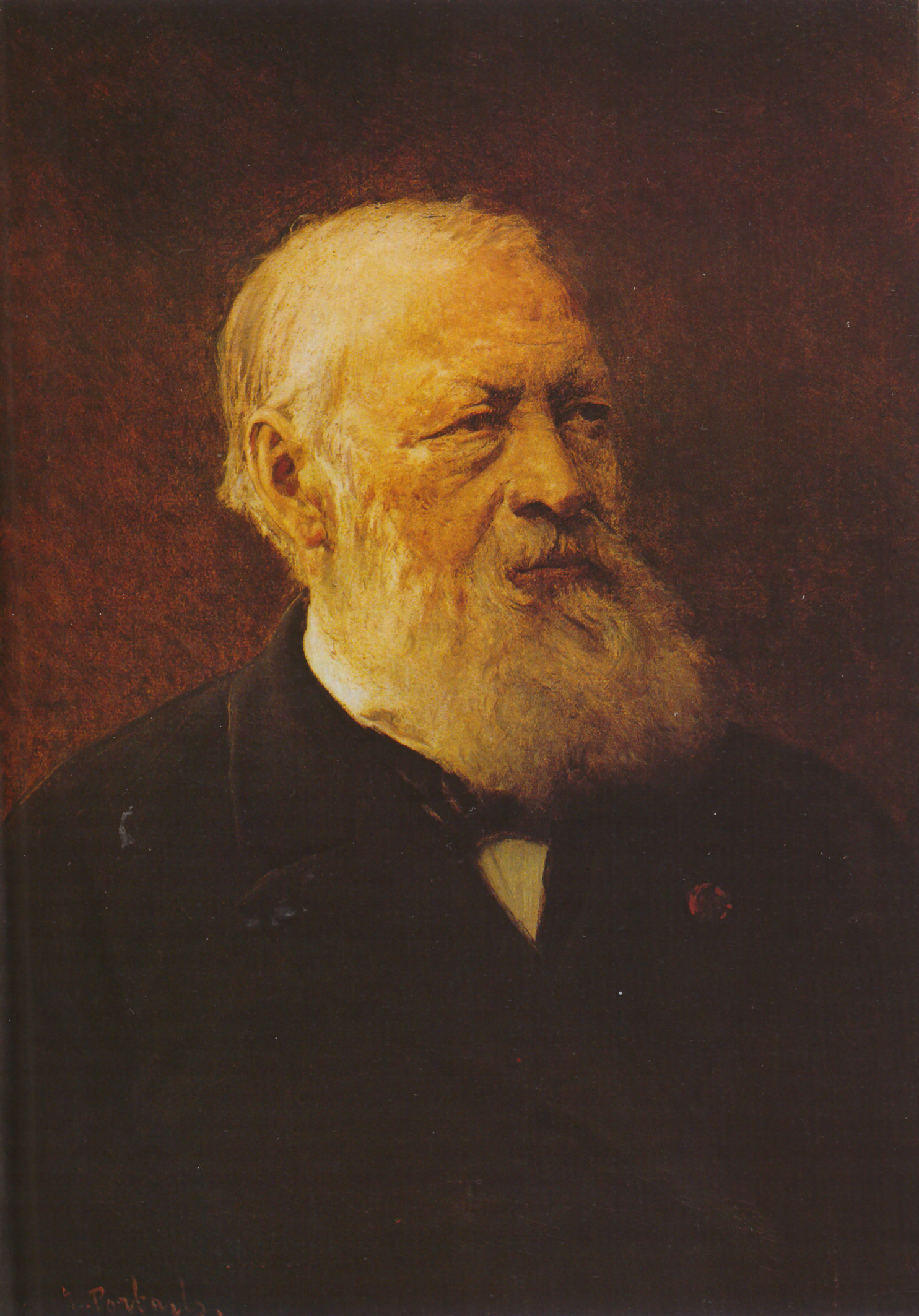
Hendrik Conscience flamand író portréja